# Miguel Ángel Pichetto
Miguel Ángel Pichetto (Banfield, 24 de outubro de 1950) é um advogado e político argentino do Partido Justicialista. Foi Senador da República Argentina por Río Negro desde 2001 até 2019. Foi escolhido pelo Presidente Mauricio Macri como candidato a vice-presidente na chapa para a eleição presidencial na Argentina em 2019.                     

## Biografia
Nasceu em Banfield na província de Buenos Aires em 24 de outubro de 1950, mas depois mudou-se a Río Negro, onde estudou Direito na Universidade Nacional de La Plata. Seu primeiro cargo político foi o de prefeito de Sierra Grande, pequena aldeia de uma província.  
Eleito em 2001 pela primeira vez como Senador pela província de Río Negro, atualmente é um dos senadores com mais tempo no parlamento. Anteriormente, foi deputado pela mesma província.
Pichetto pertence ao Partido Justicialista. Apoiou os governos de Carlos Menem, Eduardo Duhalde, Néstor Kirchner e Cristina Fernández de Kirchner, mas depois da saída de Cristina Kirchner da presidência, criticou tanto ela quanto Macri. Em 11 de junho de 2019, foi confirmado como candidato a vice de Mauricio Macri para a eleição presidencial de 2019, razão pela qual ele renunciou à liderança de seu partido no Senado Argentino. O anúncio de Pichetto na chapa de Macri foi uma grande surpresa na opinião pública.